# Vladimir Marchenko
Vladimir Alexandrovich Marchenko (em russo:  Влади́мир Алекса́ндрович Ма́рченко, em ucraniano:  Володимир Олександрович Марченко; Carcóvia, 7 de julho de 1922) é um matemático soviético e ucraniano, especialista em física matemática.

## Biografia
Vladimir Marchenko nasceu em Carcóvia em 1922. Obteve um doutorado em 1948 na Universidade Nacional de Carcóvia, orientado por Naum Landkof, com a tese Summation Methods of Generalized Fourier Series. trabalhou na Universidade Nacional de Carcóvia até 1961. Foi por quatro décadas chefe do Departamento de Física Matemática do Instituto Verkin de Física e Engenharia de Baixa Temperatura da Academia Nacional de Ciências da Ucrânia.
Recebeu o Prêmio Lenin de 1962, o Prêmio N. N. Krylov de 1980, o Prêmio Estatal da República Socialista Soviética da Ucrânia de 1989 e o Prêmio N. N. Bogolyubov de 1996. É desde 1969 membro da Academia Nacional de Ciências da Ucrânia, desde 1987 da Academia de Ciências da Rússia e desde 2001 da Sociedade Real Norueguesa de Ciências e Letras.

## Obra

### Operadores diferenciais
Marchenko fez contribuições fundamentais à análise de operadores de Sturm-Liouville. Introduziu uma das abordagens para o problema de espalhamento inverso para operadores de Sturm–Liouville, e deduziu o que é atualmente chamado equação de Marchenko.

### Matrizes aleatórias
Juntamente com Leonid Pastur descobriu a distribuição de Marchenko–Pastur em teoria de matrix aleatória.

### Homogeneização
Juntamente com E. Ya. Khruslov, Marchenko é autor dos primeiros livros matemáticos sobre homogeneização.

## Publicações selecionadas
- Marčenko, V. A.; Khruslov, E. Ya. (1974), Boundary value problems in domains with a fine-grained boundary (em russo), Kiev: Naukova Dumka, MR 0601059. The second edition was translated into English: Marchenko, V. A.; Khruslov, E. Ya. (2006), Homogenization of partial differential equations, ISBN 978-0-8176-4351-5, Progress in Mathematical Physics, 46, Boston, MA: Birkhäuser Boston, Inc., MR 2182441
- Marchenko, V. A. (2011), Sturm-Liouville operators and applications, ISBN 978-0-8218-5316-0 2 ed. , Providence: American Mathematical Society, MR 2798059, doi:10.1090/chel/373.